# آرتور روبینشتاین – عشق به زندگی
آرتور روبینشتاین – عشق به زندگی (فرانسوی: L'Amour de la vie – Artur Rubinstein‎) فیلمی در ژانر مستند به کارگردانی ژرار پاتریس و فرانسوا رایشنباخ است که در سال ۱۹۶۹ منتشر شد. از بازیگران آن می‌توان به آرتور روبینشتاین اشاره کرد.